# Assassin's Creed: Lineage
Assassin's Creed: Lineage è una serie di tre cortometraggi la cui trama anticipa le vicende narrate nel videogioco Assassin's Creed II. I film sono stati prodotti da Ubisoft, lo stesso sviluppatore del gioco, e il primo episodio è stato pubblicato il 26 ottobre 2009 sul canale YouTube.
I film sono stati diretti dal regista canadese Yves Simoneau.

## Trama
La storia fa da prequel al videogioco Assassin's Creed II e ruota attorno alla figura di Giovanni Auditore, un Assassino che vive in Italia nel Rinascimento (XV secolo) ed è il padre del protagonista del videogioco, Ezio Auditore.

### Parte 1
Giovanni Auditore viene mandato a sventare un piano ai danni del suo signore Lorenzo de' Medici e a fermare Rodrigo Borgia e le sue guardie prima che lascino la città. Mentre Giovanni combatte contro le guardie, Borgia riesce a fuggire, ma l'Assassino riesce tuttavia a disarmare e catturare una delle guardie. Tornati al palazzo dei Medici, la guardia viene torturata alla ruota dal Gonfaloniere Uberto Alberti, per sapere il piano che Borgia e i suoi scagnozzi avevano in mente: si scopre così che a Milano il giorno dopo Natale, durante la messa solenne per la festa di Santo Stefano verrà assassinato il duca di Milano, Galeazzo Maria Sforza. Giovanni viene mandato di corsa a sventare l'attentato, ma arriva troppo tardi per impedire il brutale omicidio del duca. Mentre le guardie del duca combattono contro i congiurati, Giovanni vorrebbe catturarne uno per interrogarlo, ma una guardia uccide l'ultimo omicida; nonostante ciò Giovanni riesce a recuperare delle monete dalla borsa del congiurato. Tornato a Firenze, nella sua casa Giovanni osserva i suoi due figli maggiori giocare a scacchi e rivela a Ezio che per vincere bisogna sempre anticipare l'avversario, invece di aspettare che lui faccia la sua mossa per agire di conseguenza. Nella sua stanza segreta Giovanni rivela che con la morte di Sforza, Lorenzo de Medici ha perso un potente alleato e che i suoi nemici stanno tramando nell'ombra; egli però sa già dove dirigersi per combattere la sua prossima battaglia: lanciando in aria una moneta con l'effigie del leone di San Marco, infatti, Giovanni Auditore svela che la sua prossima destinazione sarà Venezia.

### Parte 2
Giunto a Venezia, Giovanni tende un agguato ad un corriere dei Barbarigo e lo interroga, ma il messaggero preferisce uccidersi che rivelare i piani dei suoi padroni, quindi Giovanni prende la lettera che egli doveva consegnare. Tornato a Firenze, Giovanni consegna la lettera a Lorenzo de' Medici, il quale la consegna al gonfaloniere Alberti, dicendo che la lettera è criptata e che ci vorranno diverse ore per scoprirne i segreti, quindi la consegna a sua volta a padre Maffei. Nella notte il monaco traduce la lettera e il gonfaloniere ordina a padre Maffei di non rivelare a nessuno che è riuscito a tradurre la lettera, dopodiché chiama Giovanni per ripartire. Giovanni fuori casa viene fermato da Ezio che gli chiede il perché un banchiere debba partire così spesso nel cuore della notte, e gli domanda se possa andare con lui, ma Giovanni glielo nega. Intanto è stata preparata una copia della lettera, poiché Alberti mente a Giovanni asserendo che la lettera è indecifrabile e che per scoprirne il contenuto Giovanni dovrà consegnarla egli stesso al posto del corriere originale. Solo così potrà scoprire chi c'era dietro l'assassinio dello Sforza. Quindi il protagonista parte per Roma.

### Parte 3
Giovanni arriva a Roma e consegna la lettera come ordinato, che passa tra le mani della folla fino a raggiungere Borgia. Egli quindi va al Vaticano, dove consegna la lettera al papa Sisto IV. I due uomini discutono sul fatto che Lorenzo de' Medici non vuole riconoscere l'autorità del papa; quando Borgia suggerisce l'utilizzo della forza, il papa accetta e offre il suo aiuto spirituale e supporto militare per assicurare l'ordine a Firenze.
Tuttavia, quando Borgia si allontana, è seguito da Giovanni, ma Borgia riesce a seminarlo ed a scappare all'interno della basilica di San Pietro, ancora in costruzione; quando Giovanni cerca all'interno viene sfidato da Borgia. Borgia apprezza le qualità di Giovanni, che sarebbe molto lieto di avere dalla sua parte, e dice all'assassino che se si unirà a loro, potrà vedere il 'nuovo mondo'. Quando Giovanni rifiuta, e ricorda che l'unica fine sarà la lama di un Assassino nella sua gola, Borgia risponde quindi "Staremo a vedere!" ordinando ai suoi uomini di attaccare, Giovanni combatte coraggiosamente e sconfigge gli assalitori, ma viene colpito al petto da un coltello lanciato da Borgia, sopravvivendo miracolosamente, lasciando Borgia libero di scappare.
Ferito molto gravemente, Giovanni ritorna a casa a Firenze, dove sua moglie lo cura; Giovanni le confessa le sue paure, ovvero che l'assassinio del duca di Milano sia solo l'inizio di una cospirazione, che il prossimo passo potrebbe essere compiuto a Firenze e che teme per la sicurezza dei Medici, i loro alleati, non ultimo anche per se stesso. Successivamente, alcuni uomini armati della guardia cittadina alla guida di padre Maffei, arrivano a Palazzo Auditore chiedendo di Giovanni; egli quindi chiede al suo primogenito Federico di dire che se ne è già andato, quindi scappa attraverso un passaggio segreto.
Tornato a Roma, Borgia e i suoi seguaci Templari riconoscono che la maggiore minaccia ai loro piani è Giovanni, tuttavia egli dice che ci penserà lui stesso a quell'assassino, così niente ostacolerà più il loro cammino. Di nuovo a Firenze, Giovanni passa attraverso le strade (facendo una pausa solo per vedere Ezio flirtare con una giovane donna della nobiltà), monologando che nuvole oscure si addensano sopra il cielo di Firenze e che il tempo sta per scadere: la battaglia finale è alle porte. Egli ricorda che qualunque cosa accada, lui stesso e i suoi figli sono "Gli Auditore da Firenze"
Il film si conclude con il messaggio"The conclusion...is in your hands (La conclusione è nelle tue mani)".

## Cast
Il cast del film è stato selezionato in Canada cercando di utilizzare quanto più possibile attori di origine italiana o comunque europea. I volti degli attori selezionati per il film sono stati utilizzati (renderizzati) anche per il gioco. Sia il gioco che il film si avvalgono della tecnica del motion capture (per le sequenza narrative).

## Produzione
Il team di sviluppo del videogioco ha lavorato a stretto contatto con il regista dei corti a la sua troupe per creare il collegamento ideale tra le due produzioni.
Gli attori sono stati filmati utilizzando lo schermo verde e la produzione dei corti è stata realizzata da Hybride Technologies, già autori di film come 300 e Sin City. La tecnica utilizzata è mista, mentre gli attori sono reali e recitano su un set virtuale, le immagini di background sono ricreate in CGI e sono state in parte ricavate dalle ambientazioni del gioco motore al XSI (i materiali mutuati dal gioco sono stati nuovamente renderizzati per migliorare le texture e livelli geometrici prima di essere esportati e aggiunti alle immagini degli attori).
Storici e artisti hanno effettuato approfondite ricerche per disegnare i costumi e le ambientazioni del gioco, tutti i materiali sono stati poi creati da veri sarti del team del film. Questi costumi hanno influenzato anche i modelli 3D nel gioco.
Corey May lo sceneggiatore di Assassin's Creed I e II ha lavorato molto da vicino con lo sceneggiatore dei corti Assassin's Creed: Lineage, William Raymond, per essere sicuri che entrambe le storie fossero strettamente collegate.

## Colonna sonora
Le tracce audio del film sono state composte da George S. Clinton (a differenza di quelle di Assassin's Creed II' che sono invece state scritte da Jesper Kyd).

## Promozione e distribuzione
L'8 luglio 2008 Ubisoft annuncia di aver acquisito lo studio di produzione cinematografica Hybride Technologies di base a Montréal. Hybride lavora con l'industria cinematografica e si occupa principalmente di VFX di post-produzione. L'acquisizione dell'studio Hybride si inserisce nella strategia Ubisoft di estendere i suoi brand ad altri media e favorire la convergenza dell'intrattenimento videoludico e cinematografico.
Un anno dopo, durante la conferenza stampa tenuta in occasione dell'E3 2009, Ubisoft ha annunciato la creazione di una serie di cortometraggi basati sull'universo di Assassin's Creed II grazie alla collaborazione tra Hybride e Ubisoft Digital Arts.
Ubisoft ha successivamente diffuso altri dettagli sul progetto durante il Comic-Con del 2009, rivelando nel frattempo anche nuove informazioni sull'inedito processo di produzione.
Il primo episodio è stato mostrato in anteprima a Firenze (12/14 ottobre 2009) durante la presentazione del gioco alla stampa internazionale e successivamente a Parigi in occasione di una première in un teatro sugli Champs-Élysées (19 ottobre 2009) e il primo teaser trailer è stato mostrato al pubblico nella stessa occasione.
In questa occasione è stato annunciato il deal di distribuzione del primo episodio che verrà pubblicato su YouTube il 26 ottobre 2009.
In Italia i cortometraggi sono stati trasmessi in esclusiva HD TV su Discovery Channel a partire dal 10 novembre 2009 e in occasione dell'uscita del gioco Assassin's Creed II (19 novembre) Discovery ha trasmesso una puntata speciale con i tre corti in successione e il "making of" di produzione.